# مینیموگ وویجر

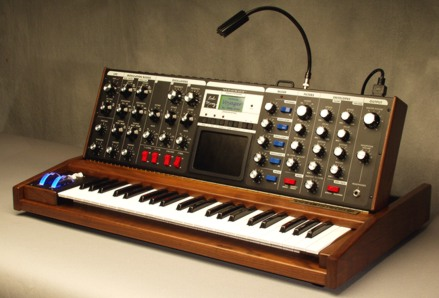
تصویر مینیموگ وویجر

مینیموگ وویجر (انگلیسی: Minimoog Voyager) یک سینث‌سایزر آنالوگ مونوفونیک است که توسط رابرت موگ طراحی شده و در سال ۲۰۰۲ توسط شرکت موگ موزیک به بازار عرضه شد. وویجر بر اساس سینث‌سایزر کلاسیک مینیموگ که در دهه ۱۹۷۰ محبوب بود، مدل‌سازی شده است و به عنوان جانشینی برای این دستگاه طراحی شده است.